# Ghajini (film 2008)
Ghajini (2008) – indyjski thriller wyreżyserowany w 2008 roku przez A.R. Murugadoss. W roli głównej wystąpił Aamir Khan. Film to remake zrealizowanego w 2005 hitu Ghajini- tamilskiego pierwowzoru tego filmu, który to z kolei jest luźnym remakiem filmu Memento z 2000 w reżyserii Christophera Nolana. 

## Obsada
- Aamir Khan – Sanjay 'Sanju' Singhania / Sachin
- Tinnu Anand – szef Kalpany
- Asin Thottumkal – Kalpana
- Jiah Khan – Sunita
- Pradeep Singh Rawat – Ghajini Dharmatma

## Fabuła
Sanjay Singhania (Aamir Khan) to bogaty biznesmen, który cierpi na utratę pamięci krótkotrwałej. Dramat zaczął się, gdy Sanjay daremnie broniąc życia ukochanej Kalpany (Asin) został uderzony przez napastnika w głowę. Teraz zrozpaczony dysponując tylko kwadransem pamięci fotografując i notując zbiera informacje o zbrodni. Wytatuowane na jego ciele mają mu umożliwić zemstę na człowieku, który w jednej chwili odebrał mu i miłość i pamięć, a tym samym tożsamość.

## Muzyka
Muzykę skomponował A.R. Rahman